# أبو الساج
أبو الساج ديواد (توفي عام 879) هو أمير من بلاد صغد وكان من أبرز أمراء وقادة ومسؤولي الخلافة العباسية، كان سلفاً مُسمى لبنو الساج في أرّان أو أذربيجان. كان والده يدعى ديودشت.

## سيرة شخصية
ينتمي أبو الصاج إلى عائلة صغدية من جانكاكاث وسويدك، وهما قريتان قريبتان جداً من بعضهما البعض، وكانتا تابعتين لعُشر سانا.
دخل في خدمة العباسيين وحارب تحت الأفشين خلال الحملة الأخيرة والناجحة للعباسيين ضد ثورة بابك الخرمي في 837 م.
كما حارب متمردي القارينديين مازيار عام 839، وبعد عام واحد ضد منكور الفرغاني، الملازم وابن عم أفشين. على مدى العقود العديدة التالية خدم الخلفاء في مختلف المحافظات.  في عام 865، انحاز إلى الخليفة المستعين أثناء الحرب الأهلية في ذلك العام، وتولى الدفاع عن المدائن. 
في عام 875 عين الخليفة أبو الساج حاكماً للأحواز من قبل الخليفة وكلف بمهمة قمع تمرد علي بن محمد قائد ثورة الزنج، الذي كان قد جمع وشجع مجموعة من عبيد الزنوج على التمرد. فأرسل أبو الساج وهو في طريقه إلى الأهواز صهره عبد الرحمن بن مفلح إلى فارس لإخضاع المغامر العسكري محمد بن واصل. ولكن لما كان أبو الساج في دولاب (قرية قرب الأهواز) وصلته أخبار عن هزيمة وموت عبد الرحمن مما جعله يذهب إلى عسكر مكرم. استخدم الزنج هذا كفرصة لمهاجمة الأهواز حيث أخضعوا المدينة للنهب والقتل. ما جعل الخليفة يقيل أبو الساج من منصبه بتعيين إبراهيم بن سيما بدلاً منه.
في العام التالي، انضم أبو الساج إلى الأمير الصفاري يعقوب بن ليث، الذي قاد جيشه إلى خوزستان أثناء تقدمه إلى العراق ضد الخليفة. كان حاضراً خلال معركة دير العقول التي انتهت بهزيمة الصفاريون، ويقال إنه احتج على يعقوب بعد المعركة بسبب تكتيكاته السيئة. بعد الهزيمة استولى الخليفة الموفق على ممتلكاته في العراق.
في عام 879 توفي يعقوب إثر إصابته بمرض المغص، وخلفه شقيقه الأصغر عمرو بن الليث الصفاري الذي تصالح مع الخلافة العباسية .
بعد أن عقد السلام مع الخليفة غادر أبو الساج فارس إلى بغداد ، لكنه توفي في جونديسابور في نوفمبر-ديسمبر قبل أن يتمكن من الوصول إلى بغداد. استمر ابناه محمد ويوسف في الحصول على وظائف متميزة، ليصبحا الأول والثالث على التوالي من أمراء السلالة الساجدية كحكام أذربيجان المنضوين تحت الخلافة العباسية.